# 碗厂镇 (威远县)
碗厂镇，是中华人民共和国四川省内江市威远县曾经下辖的一个镇。2019年12月，撤销碗厂镇，将其所属行政区域划归越溪镇管辖。

## 行政区划
碗厂镇撤销前下辖以下地区：
新街社区、涌溪村、古埝村、碧凤村、双石村、青龙村、义和村、青宁村、光荣村和天宫村。